# Bułgakowka (rejon lgowski)
Bułgakowka (ros. Булгаковка) – wieś (ros. деревня, trb. dieriewnia) w zachodniej Rosji, w sielsowiecie wyszniedieriewienskim rejonu lgowskiego w obwodzie kurskim.

## Geografia
Miejscowość położona jest nad Apoką (lewy dopływ Sejmu), 8 km od centrum administracyjnego sielsowietu (Wysznije Dieriewieńki), 4 km na południowy zachód od centrum administracyjnego rejonu (Lgow), 67 km na południowy zachód od Kurska.
We wsi znajdują się 44 posesje.
Klimat
Miejscowość, jak i cały rejon, znajduje się w strefie klimatu kontynentalnego z łagodnym ciepłym latem i równomiernie rozłożonymi opadami rocznymi (Dfb w klasyfikacji klimatów Köppena).

## Demografia
W 2010 r. wieś zamieszkiwało 81 osób.